# Dipteryx odorata
Dipteryx odorata, ibland tonkabönor, är en ärtväxtart som först beskrevs av Jean Baptiste Christophe Fusée Aublet, och fick sitt nu gällande namn av Carl Ludwig von Willdenow. Dipteryx odorata ingår i släktet Dipteryx och familjen ärtväxter. Inga underarter finns listade i Catalogue of Life.
De har en stark doft som liknar myskmadra (Galium odoratum) på grund av deras höga innehåll av kumarin.
Tonkabönan används inom flera områden. I matlagning och bakning för smakens skull, antingen i sig själv eller som ett vaniljsubstitut. Den används även i parfymtillverkning för aromens skull, samt i antikoagulerande substanser som Warfarin.

## Bildgalleri

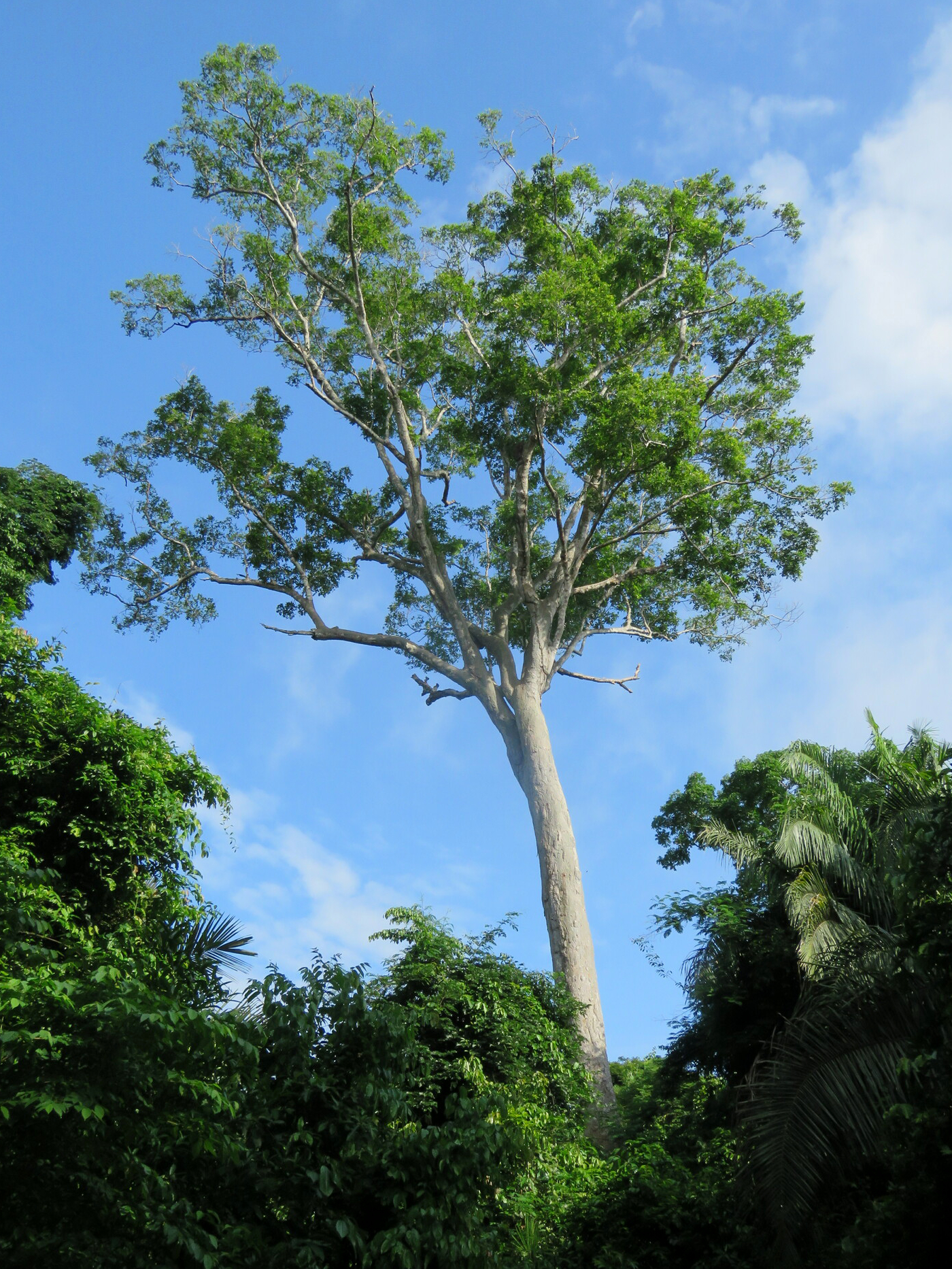
Dipteryx odorata
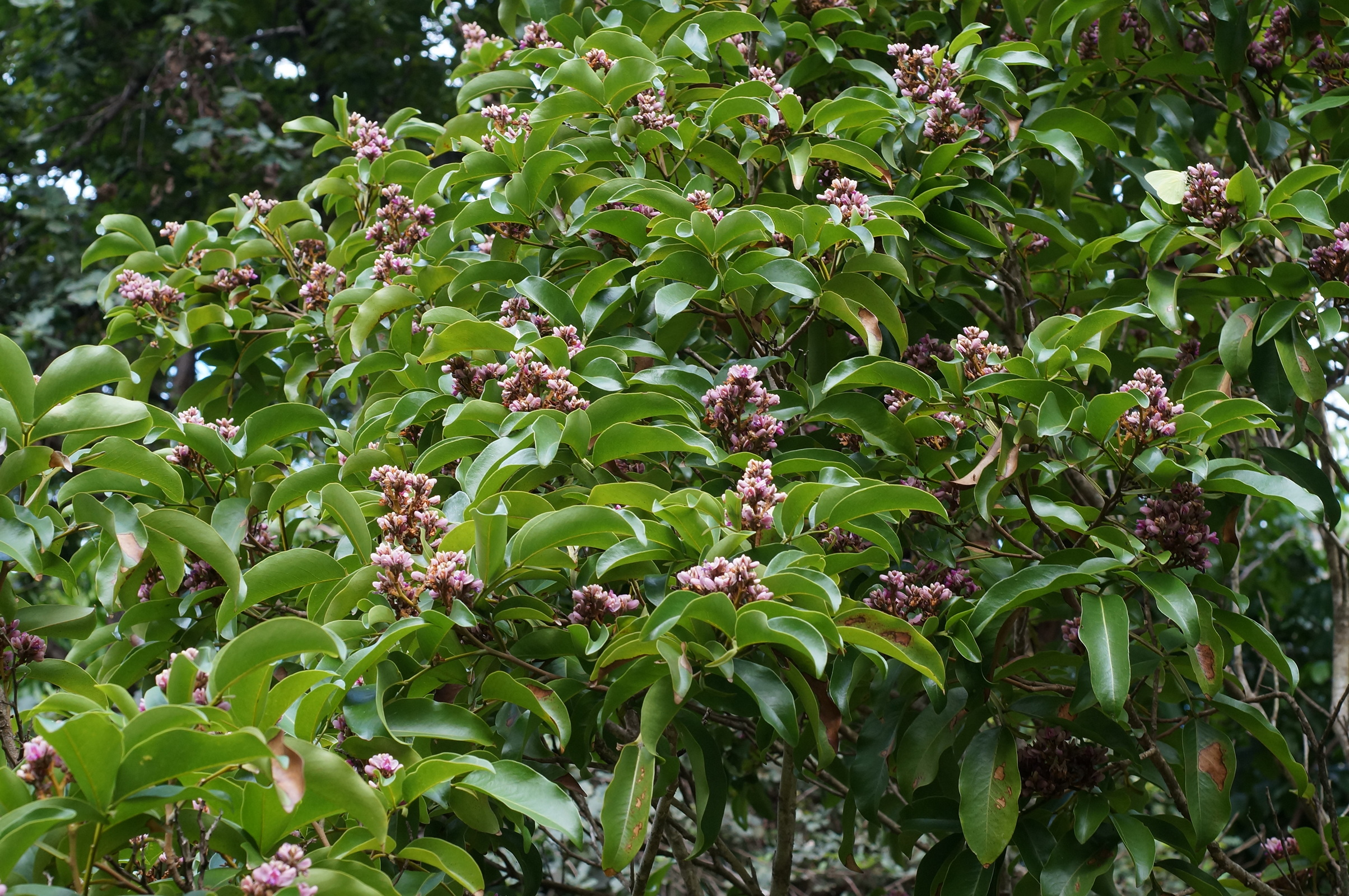
Dipteryx odorata
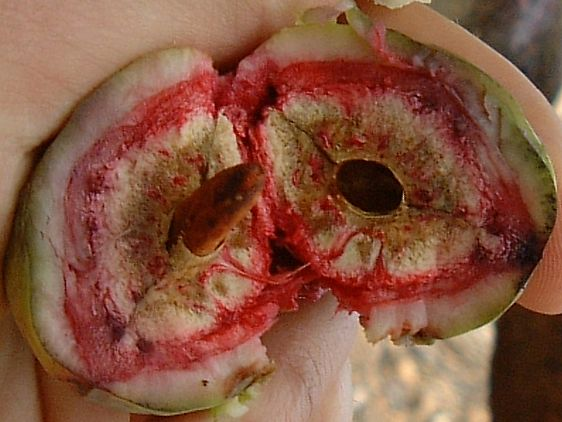
Frukt
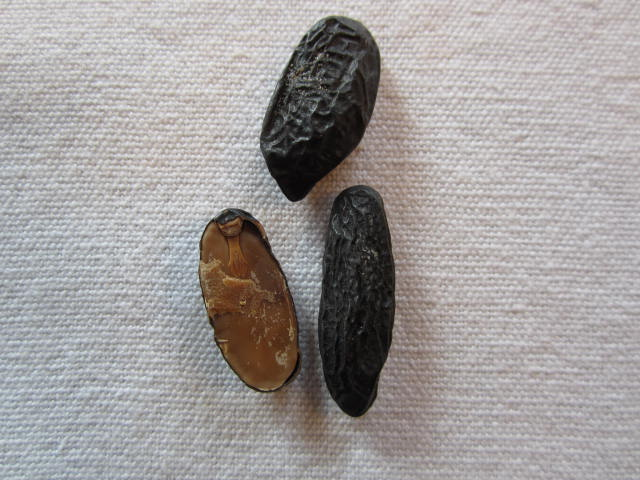
Tonkabönan